# Sorbo-Ocagnano
Sorbo-Ocagnano (en cors Sorbu è Occagnanu) és un municipi francès, situat a la regió de Còrsega, al departament d'Alta Còrsega. L'any 1999 tenia 716 habitants.

## Demografia
| 1962 | 1968 | 1975 | 1982 | 1990 | 1999 |
| ---- | ---- | ---- | ---- | ---- | ---- |
| 452  | 546  | 441  | 440  | 492  | 716  |

## Administració
| Període | Identitat              | Partit | Qualitat |  |
| ------- | ---------------------- | ------ | -------- |  |
| 2001-   | Jean Étienne Albertini |        |          |  |